# Jessica Sutton
Jessica Laura Sutton (Ciudad del Cabo, Sudáfrica; 31 de marzo de 1993) es una actriz sudafricana conocida por sus papeles como Mia en la película de Netflix, The Kissing Booth (2018) y como Tally Craven en la serie de televisión de la cadena Freeform, Motherland: Fort Salem (2020–).

## Primeros años y educación
Sutton nació en Ciudad del Cabo, Sudáfrica. Asistió a la Academia de Cine ACT, recibió su diploma en 2014 en Actuación Avanzada para Cine, y continuó sus estudios con Matthew Harrison en The Actors Foundry en Vancouver.

## Carrera
Desde su primera aparición en 2015, Sutton ha aparecido en varios programas de televisión, incluidos Saints & Strangers, Ice, American Monster y Motherland: Fort Salem. Su película más reciente, Rogue, protagonizada por Megan Fox, se estrenó en 2020. También apareció en las películas Detour, Finders Keepers, Bhai's Cafe, Escape Room, The Kissing Booth e Inside Man: Most Wanted.

## Filmografía

### Cine
| Cine | Cine                    | Cine          | Cine         |
| Año  | Título                  | Rol           | Notas        |
| ---- | ----------------------- | ------------- | ------------ |
| 2015 | His Turn                | Ruby          | Cortometraje |
| 2016 | Detour                  | Brandy        |              |
| 2017 | Finder's Keepers        | Anya          |              |
| 2018 | Bhai's Café             | Stephanie     |              |
| 2018 | The Kissing Booth       | Mia           |              |
| 2019 | Escape Room             | Allison       |              |
| 2019 | Inside Man: Most Wanted | Ava           |              |
| 2020 | Rogue                   | Asilia Wilson |              |

### Televisión
| Televisión | Televisión             | Televisión    | Televisión                                              |
| Año        | Título                 | Rol           | Notas                                                   |
| ---------- | ---------------------- | ------------- | ------------------------------------------------------- |
| 2015       | Saints & Strangers     | Lizzie Tilley | Miniserie                                               |
| 2018       | Ice                    | Carly         | Temporada 2; Episodios: «Two Ounces», «Strange Friends» |
| 2019 -     | Motherland: Fort Salem | Tally Craven  | Elenco principal                                        |

### Teatro
| Teatro | Teatro                | Teatro |
| Año    | Título                | Rol    |
| ------ | --------------------- | ------ |
| 2014   | To being or not being | Jenna  |
| 2016   | Human Vortex          | Niña   |